# Ángela Figuera Aymerich
Ángela Figuera Aymerich (Bilbao, 30 de octubre de 1902 - Madrid, 2 de abril de 1984) fue una escritora española, representante de la denominada poesía desarraigada de la Primera generación de posguerra española.

## Biografía
Nació en Sevilla pero se crio en Bilbao siendo la hija primogénita de  la valenciana Amelia Aymerich y de Jesús Ángel Figuera. Estudió  en el colegio del Sagrado Corazón y obtuvo el título de Bachiller en 1924 en el Instituto Provincial. En 1925 inició estudios de Filosofía y Letras como alumna libre, examinándose en Valladolid y concluyéndola en Madrid. Acabados sus estudios trabajó en una empresa de importación italiana, Aceros Poldi, y en 1931, en el colegio privado Decroly de Madrid y un años después en el colegio Montessori. En 1933 ganó la cátedra de Lengua y Literatura para Institutos de Segunda Enseñanza, y se casó con el ingeniero Julio Figuera. Fue destinada al Instituto de Educación Secundaria de Huelva, ciudad donde su primer hijo murió al nacer. Regresó a Madrid, donde residía al estallar la guerra civil española. Su marido, de ideología socialista, se alistó en el ejército republicano. El 30 de diciembre de 1936 nació su hijo Juan Ramón en medio de un bombardeo ("con salvas, como los reyes", escribió). En febrero de 1937, Ángela y su familia fueron evacuados a Valencia donde fue destinada al Instituto de Alcoy, y más tarde en el de Murcia. Al finalizar la guerra fue represaliada. Volvieron a Madrid y durante un tiempo, ella y su hijo, se marcharon a Soria.
En 1948, publicó Mujer de barro, y un año después Soria pura. Se trata de una poesía simbolista que dejó paso a lo que ella llamaría "etapa preocupada", que comenzó con la publicación de su tercer libro, Vencida por el ángel, y duró dos décadas. En esta etapa, la escritora conectó con la miseria extrema, el hambre y la desolación en que los vencedores habían sumido a los vencidos. Mujer de barro y Soria pura había tenido problemas con la censura por su sensualidad y velado erotismo.
En 1952 empezó a trabajar en la Biblioteca Nacional de Madrid y en 1954 se incorporó al servicio de “bibliobuses” que se ocupaba de llevar libros a la periferia de Madrid. Escribió El grito inútil, ganador del premio Ifach y en 1953 publicó las obras Víspera de la vida y Los días duros.
En 1957 recibió una beca para estudiar en París y conoció a Pablo Neruda, que le entregó una carta dirigida a los poetas españoles en la que reclamaba  una "universalización del canto poético". Publicó, para eludir la censura, en 1958 en México Belleza cruel, con prólogo de León Felipe, con el que obtuvo el premio de poesía Nueva España concedido por la unión de Intelectuales Españoles de México.
En 1961 se reunió con su esposo en Avilés, donde Julio Figuera había logrado un puesto como ingeniero de la empresa Ensidesa. Ese año se publicó en Caracas su Primera antología. Al año siguiente, publicó Toco la tierra. Letanias, tras el cual se fue alejando de la poesía. En 1966 visitó la Unión Soviética y en 1969 México, invitada por el librero exiliado Alfredo Gracia. Tras la jubilación de su esposo, en 1971, el matrimonio se trasladó de nuevo a Madrid, sin llegar a integrarse en el mundillo literario y manteniéndose crítica con el proceso de la llamada transición política. En 1979, presentó el libro, dirigido a los niños, Cuentos tontos para niños listos.
Tras varios meses de enfermedad, murió el 2 de abril de 1984. Sus Obras completas fueron publicadas en 1986.

## Poesía
Aunque en sus comienzos se percibe el influjo de Antonio Machado y el intimismo de Juan Ramón Jiménez, en su apego a lo cotidiano y paisajístico; pronto tomó relieve en su obra una visión del mundo más comprometida. Desarrolló su etapa de poesía social junto a escritores como Gabriel Celaya y Blas de Otero, también vascos y cuyo vínculo llevó a ser llamados "el triunvirato vasco de la poesía de posguerra".
Su lenguaje es sencillo; trata siempre de que su mensaje llegue a la gente. Su posición ideológica ha sido resumida por algún crítico como "existencialismo solidario". Recibió los elogios de Juan Ramón Jiménez, León Felipe, Gabriel Aresti, Pablo Neruda, Max Aub y Carmen Conde entre otros.

## Reconocimientos
- En 1993 un instituto de Sestao (Vizcaya) se renombró en su recuerdo "Ángela Figuera".[9]

- Calles de Bilbao, Vitoria, San Sebastián y Madrid llevan su nombre.[10][11][12][13]

- El grito inútil fue ganador del premio Ifach.

## Obras
- Mujer de barro (1948).
- Soria pura (1949). Premio Verbo. Poemario ilustrado con dibujos de su hermano el pintor Rafael Figuera.
- Vencida por el ángel (1951).
- Poema "Destino". Premio de la revista Índice de las artes y las letras
- El grito inútil (1952). Premio Ifach
- Los días duros (1953).
- Víspera de la vida (1953).
- Belleza cruel (1958). Premio de poesía Nueva España con prólogo de León Felipe.
- Primera Antología, Caracas (1961)
- Toco la tierra. Letanías (1962).
- Cuentos tontos para niños listos. Libro dirigido al público infantil (1979). (Madrid, Ediciones Hiperión, Ilustraciones de Fernando Gómez, 2000).
- Otoño (1983).
- Canciones para todo el año. Poesía infantil (1984). Póstumo. (Madrid, Ediciones Hiperión, Ilustraciones de Fernando Gómez, 2000).
- Obras completas. Prólogo de Roberta Quance (Madrid, Ediciones Hiperión, 1986). EAN: 9788475176307.

En diferentes trabajos y publicaciones se han recogido algunos poemas sueltos, no incluidos en las Obras Completas ni en los poemarios previos.